# Avenir (Lied)
Avenir (französisch Zukunft) ist die zweite Single der französischen Sängerin und Schauspielerin Louane und die erste Singleauskopplung ihres Debütalbums Chambre 12. Der Titel wurde als EP am 1. Dezember 2014 und als Download am 5. Januar 2015 veröffentlicht. Am 30. Oktober 2015 erfolgte die Veröffentlichung als CD-Single in Deutschland, Österreich und der Schweiz.
Neben einer Version in französischer Sprache wurde ebenfalls eine Version in englischer Sprache veröffentlicht, bei der der Refrain jedoch in der Originalsprache verblieben ist.

## Rezeption
Jan Stremmel schrieb im SZ-Magazin: „Der jungen Sängerin Louane ist mit »Avenir« etwas sehr Seltenes gelungen: einen französischen Song in die deutschen Top 5 zu bringen. [...] Das Erfolgsrezept von Louanes neuem Hit ist seine dezidierte Heimatlosigkeit. Der Text ist französisch - aber das Drumherum ist ein Mantel aus bewusst generischem Elektropop, wie er völlig selbstverständlich auch aus einem Osnabrücker Tonstudio stammen könnte. Ein französisch-trojanisches Pferd.“

## Kommerzieller Erfolg

### Chartplatzierungen
Der Titel erreichte die Spitze der französischen Single-Charts. Avenir landete in den deutschen Singlecharts auf Platz 3.
| ChartsChartplatzierungen | Höchstplatzierung | Wochen |
| ------------------------ | ----------------- | ------ |
| Deutschland (GfK)        | 3 (38 Wo.)        | 38     |
| Frankreich (SNEP)        | 1 (63 Wo.)        | 63     |
| Österreich (Ö3)          | 4 (23 Wo.)        | 23     |
| Schweiz (IFPI)           | 42 (24 Wo.)       | 24     |
| Wallonie (Ultratop)      | 5 (34 Wo.)        | 34     |

| ChartsJahrescharts (2015) | Platzierung |
| ------------------------- | ----------- |
| Deutschland (GfK)         | 37          |
| Frankreich (SNEP)         | 7           |
| Wallonie (Ultratop)       | 11          |

### Auszeichnungen für Musikverkäufe
Avenir erreichte im Dezember 2015 auch in Deutschland Goldstatus und im Februar 2017 Platinstatus.
| Land/Region        | Auszeichnungen für Musikverkäufe (Land/Region, Auszeichnung, Verkäufe) | Verkäufe |
| ------------------ | ---------------------------------------------------------------------- | -------- |
| Belgien (BRMA)     | Gold                                                                   | 10.000   |
| Deutschland (BVMI) | Platin                                                                 | 400.000  |
| Frankreich (SNEP)  | Gold                                                                   | 75.000   |
| Insgesamt          | 2× Gold · 1× Platin ·                                                  | 485.000  |